# 기요타케정
기요타케정(일본어: 清武町)은 미야자키현 미야자키 군에 있던 정이다. 1980년대 이후, 미야자키시의 베드타운으로서 발전했다.
2010년 3월 23일에 미야자키 시에 편입 합병되어 미야자키 시의 합병 특례구가 되었다.

## 지리
미야자키현의 남동부에 위치하고 정 중심부는 기요타케 강의 충적평야에 위치한다. 남부는 와니쓰카 산지가 펼쳐진다. 정역은 동쪽, 남쪽, 북쪽으로 미야자키시에 끼어있는 형태여서 미야자키 시의 베드타운으로서 계속 발전하고 있다. 최근의 발전의 중심은 가노 지구로 전형적인 근교형 중규모 소매점이 눈에 띈다.

### 인접한 자치체
- 미야자키시
- 니치난시

## 역사
- 1889년 4월 1일 - 정촌제 시행에 야마모토 군 기타키요타케 촌·미나미키요타케 촌이 성립하였다.
- 1891년 7월 4일 - 기타키요타케 촌·미나미키요타케 촌이 대등 합병해 기요타케 촌이 성립하였다.
- 1950년 5월 3일 - 정으로 승격하였다.
- 2010년 3월 23일 - 미야자키시에 편입되어 미야자키 시의 합병 특례구가 되었다.

## 교육
- 미야자키 국제대학교

## 교통

### 철도
- 규슈 여객철도 닛포 본선

### 도로
- 미야자키 자동차도
- 히가시큐슈 자동차도
- 국도 269호선